# Río Cabo (afluente del Saja)
El río Cabo es un curso fluvial de Cantabria (España) perteneciente a la cuenca hidrográfica del Saja-Besaya. Tiene una longitud de 8,23 kilómetros, con una pendiente media de 2,0º.
En 1986 se desbordó e inundó trágicamente la localidad de Rinconeda, cosa que sucedía con frecuencia. Por eso, desde Sierrapando y hasta su desembocadura, el cauce se canaliza, enterrándose en algunos puntos. Estos desbordamientos aparecen en la novela El sabor de la Tierruca de José María de Pereda.
En la vega aluvial de Posadillo (una de las pocas de Cantabria), dentro del término municipal de Polanco, se le une el arroyo del Monte (en ocasiones nombrado como el de la Secada), en un entorno de fresnos, sauces cenizas y blancos, robles y chopos.
A su paso por Torrelavega pasa junto a un cementerio municipal al que da nombre. Parte de su recorrido transcurre en terrenos de la fábrica de Solvay.

## Afluentes
Además de su principal afluente, el arroyo del Monte, el río Cabo recibe las aguas los arroyos de La Secada y la Peña Buitre.